# Mana (Supermarkt)

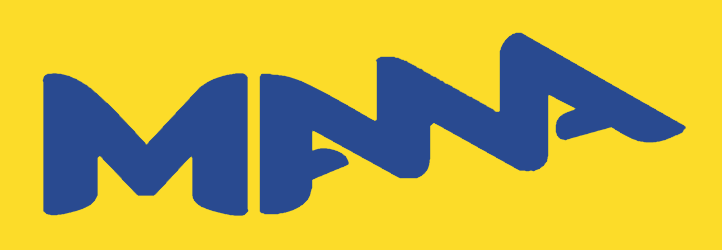
Logo der Kette

Mana war eine tschechoslowakische Einzelhandelskette, die Supermärkte betrieb. Die Kette gehörte zum Unternehmen Euronova a.s., das als Tochtergesellschaft (heute unter Albert Česká republika, s.r.o.) zum niederländischen Ahold-Konzern gehört.

## Geschichte

### Erster tschechoslowakischer Supermarkt sowie weitere Entwicklung (1991–1999)
Die erste Mana-Filiale wurde am 6. Juni 1991 in der Siedlung Březinky in Jihlava eröffnet. Es war der erste Supermarkt der Tschechoslowakei und galt eine Zeit lang als am meisten besuchtes Geschäft des Landes. Ein weiterer Supermarkt eröffnete eine Woche später, diesmal in der Hauptstadt Prag. Es soll sogar Fälle gegeben haben, in denen Busse mit Kunden aus der Slowakei in Prag Halt machten, damit die Kunden bei Mana einkaufen können. Ende März 1994 gab man den Kauf von elf Supermarktfilialen bekannt. Ahold war zuvor bereits Mieter der Flächen, die Märkte wurden auf Mana umgeflaggt. Zum jenen Zeitpunkt flaggten bereits rund 20 Märkte als Mana. Die größten Filialen führten damals rund 4.000 Produkte. Ein Jahr später betrieb man bereits 32 Mana-Märkte, 1998 waren es 70.

### Aufgabe der Marke durch Umflaggung auf Albert (2000)
Am 5. April 2000 um 9:00 Uhr eröffnete die 90. Filiale, ehe am 12. April 2000 um 9:00 Uhr die 91. Filiale eröffnet wurde. Beide Standorte befanden sich in Prag und führten mehr als 6.000 Artikel. Zum 9. Mai 2000 wurden Mana und die Discountlinie Sesam über Nacht auf die neue Vertriebslinie Albert umgeflaggt, unrentable Standorte wurden geschlossen oder verkauft. Die Einwohner von Jihlava waren nach der Schließung der Märkte sehr unzufrieden und die Stadt erlebte einen drastischen Rückgang der Touristen aus anderen Städten. Julius Meinl zog sich 2005 aus Tschechien und verkaufte alle Standorte, auch einst übernommene, ehemalige Mana-Standorte, an Ahold, welche die Filialen auf Albert umflaggte.